# Адријан Даласен
Адријан Даласен (990/995 - умро 1059) - политички и војни вођа Византијског царства.

## Биографија
Потицао је од провинцијског племства. Син Теофилакта Даласена, стратега и катепана. Постоји неслагање око датума рођења: постоји изјава да је Адријан рођен 990. или 995. године. О његовој младости се не зна ништа. 998. године, његовог оца су ухватили Арапи. Вероватно је учествовао у ратовима на Кавказу и против Арапа 1010. године, у гушењу побуне Нићифора Фоке и Нићифора Ксифије 1022. године од стране свог оца Теофилакта.
1038-1039. учествовао је у опозицији цару Михаилу IV и побуни 1039. године у Антиохији. Стога је он, заједно са својим оцем Теофилактом и стрицем стратегом Романом, послат у прогонство. Из изгнанства се вратио 1042. године. Према различитим верзијама, учествовао је у биткама на Дунаву са Печенезима и Мађарима или у јужној Италији.
Године 1057. подржао је побуну Исака Комнина против цара Михаила VI, али има мало података о директном учешћу Даласена у биткама. Године 1058. нови цар Исак I поставља Адријана Даласена за војводу Антиохије са титулом патриција. Умро је око 1059. године, вероватно је погинуо током напада Селџука на сиријске поседе царства.

## Породица
- Ћерка, супруга Алексија Харона. Дете ових супружника била је Ана, мајка будућег цара Алексија I.